# 熊谷松陰
熊谷 松陰（くまがい しょういん、文政6年10月1日（1823年11月3日） -  明治38年（1905年5月17日））は、日本の国学者・詩人。また私塾を営む教育者として幾多の俊秀を育てた。諱は直清。通称は政司。「松陰」は雅号である。

## 略歴・人物
出羽国仙北郡六郷村六郷熊野神社宮司の家に生まれた。敦賀県初代知事や大蔵大丞、十五銀行支配人を務めた熊谷武五郎は弟、明治天皇御講書始にて御進講を務めた東京帝国大学教授の根本通明は従兄（母の生家が熊谷家）にあたる。
天保14年（1843年）8月1日、六郷熊谷直房（周蔵）の紹介で平田篤胤の門人となる。詩や歌をよくし、子弟に国学を教え、勤王思想に目覚めさせた。明治期には熊野神社境内に私塾文交舎を営み、国漢を教え、畠山久左衛門、飯村稷山、高橋午山、小西正太郎、坂本理一郎、深澤多市、江畑新之助らを育てた。
中年になって失明したが、これは六郷村内の太桂寺（臨済宗妙心寺派）の梵鐘銘を研究模写しようとして目を酷使したためといわれている。しかし、松陰はそれに不便痛痒を感じず、その学識で多くの人を導いたため、世人は「出羽の塙保己一」と称したという。文交舎は松陰死没までつづき、晩年には飯詰村に創立された漢学塾酔経学舎で大館町出身の狩野旭峰とともに国漢を教えることもあった。

## 家族
『鐘はかたり、清水はささやく』、人事興信録8版より。
- 父 - 直之
- 子 - 熊谷幸之輔（愛知医学専門学校（名古屋帝国大学医学部）校長）
- 弟 - 熊谷武五郎（敦賀県初代知事、大蔵大丞、十五銀行支配人）
- 従兄 - 根本通明（東京帝国大学教授）

- - 東一（直清の娘婿、士族・松村英遊の次男）
  - 幸之輔の養子：強助（ごうすけ。東一の長男）
  - 東一の長女：カウ（強助の妹）
  - 東一の息子：用蔵

### 一族
- 熊谷東一
  - 養母 - ユキ（辻村清膳の三女）
  - 妹 - テイ
  - 妻 ‐ ナミ（養父・幸之輔の長女）
  - 娘 - 登志
  - 息子 - 幸次郎

## 逸話
維新前、従兄の根本通明は久保田藩明徳館の教師であったが、性格はすこぶる剛直で負けず嫌いであった。弟の武五郎もまた負けず嫌いで豪胆な性格であった。両人は学問上の議論を戦わせてたがいに譲らず、ついに真剣によって勝負を決しようとなったとき、松陰はその間に入り「両虎争えば必ず傷つかん。今日の勝負は余に預けて他日を期せ」と諭したという。通明はそのとき、将来きっと天下の大学者になると豪語し、武五郎もまた貴殿を足下にみるほどの大人物となってみせると言い返したといわれる。

## 著書
- 『心之形見』